# Ornunga kyrka
Ornunga kyrka är en kyrkobyggnad som ligger på ett krön i byn Ornunga i den sydöstra delen av Vårgårda kommun. Den tillhör sedan 2006 Asklanda församling (tidigare Ornunga församling) i Skara stift.

## Bakgrund
Avsikten var från början att de tre socknarna Ornunga, Asklanda och Kvinnestad skulle bygga en ny gemensam kyrka med placering i Asklanda. Men först drog sig Kvinnerstad ur projektet och satsade på renovering av den egna kyrkan. En tid därefter tog man samma beslut i Asklanda. Men kyrkohereden i Ornunga framhärdade i att en ny kyrka skulle byggas. 

## Kyrkobyggnaden
Nuvarande kyrka i nyromansk stil uppfördes åren 1903-1905 efter ritningar av arkitekt Adrian C. Peterson. Först år 1906 invigdes kyrkan av biskop Hjalmar Danell. 
Byggnaden är av kvaderhuggen röd granit med rött tegel kring fönster, takfötter och gavlar. Planen består av ett långhus med nordöstlig-sydvästlig orientering. Vid sydvästra kortsidan finns ett kyrktorn med huvudingång och vid nordöstra kortsidan ett smalare femsidigt kor. Vid korets nordvästra sida finns en vidbyggd sakristia. Långhus, kor och sakristia har tak täckta med sexkantig skiffer. Tornet har ett åttakantigt spetsigt tak belagt med kopparplåt.
År 1941 installerades centralvärme med lågtrycksånga som ersatte tidigare kaminer. Kyrkorummet blev till stor del omdanat vid restaureringen 1945 efter förslag av Axel Forssén. Ett nytt brädvalv tillkom och nya innerväggar i plywood, som skulle lösa problem med fuktiga murar. Färgsättningen blev i grått och brunt med marmoreringar. Från byggnadstiden blev emellertid jugendslingorna i tiumfbågen och korvalvet kvar. År 1976 installerades elektrisk uppvärmning.

## Inventarier
- Dopfunt av grov och hålig sandsten tillverkad under 1200-talet i två delar. Höjd: 79 cm. Cuppan är cylindrisk med skrånande undersida och nedtill avslutad med en kraftig repstav. Upptill och nedtill på livet finns spetsflikbårder. Däremellan bandslingor som påminner om runstensslingor. Foten är en stympad kon med lodräta ritsar. Centralt uttömningshål i cuppan och i foten sidoskåra. Den har många skador.[1] Den lär härstamma från Ljurs gamla kyrka.
- En ljuskrona, tillverkad 1749, fanns i Ornunga gamla kyrka.
- Nuvarande altartavla tillkom 1997, varvid två målningar av Birger Sandzén ställdes undan..
- Predikstolens skulpturer föreställer Kristus och de fyra evangelisterna.

### Klockor
Storklockan är av en bred, senmedeltida normaltyp och saknar inskrifter.

### Orgel
Orgeln, placerad på läktaren i sydväst, har nio stämmor fördelade på två manualer och pedal. Den är tillverkad av Tostareds Kyrkorgelfabrik och installerades 1956.

## Bilder

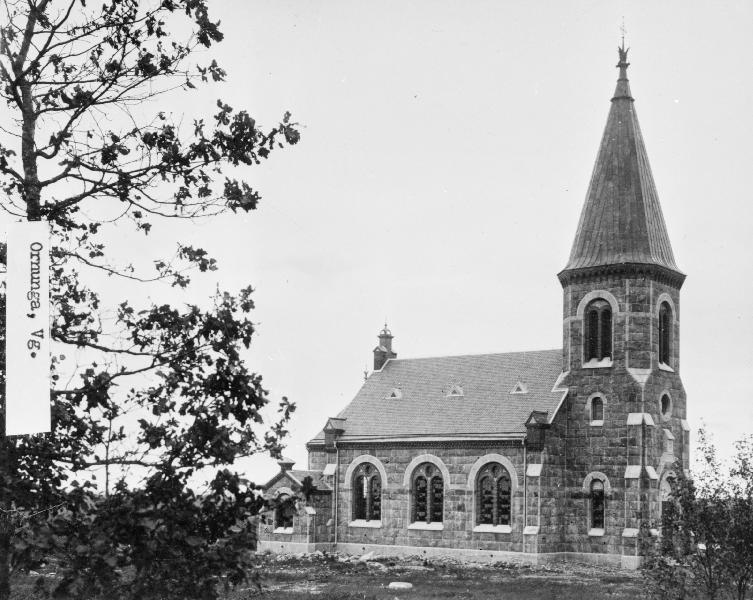
Äldre exteriörbild
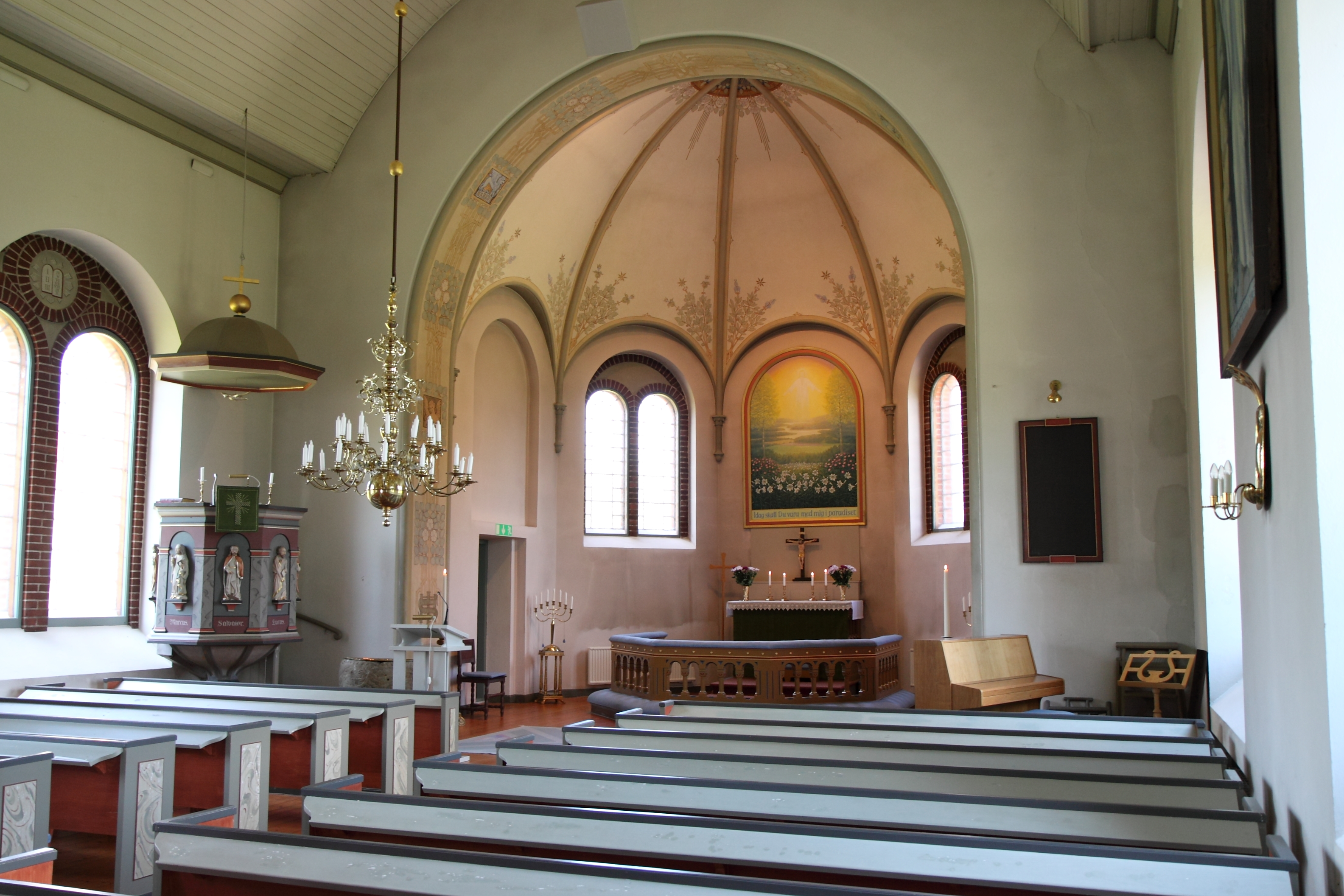
Interiör mot koret
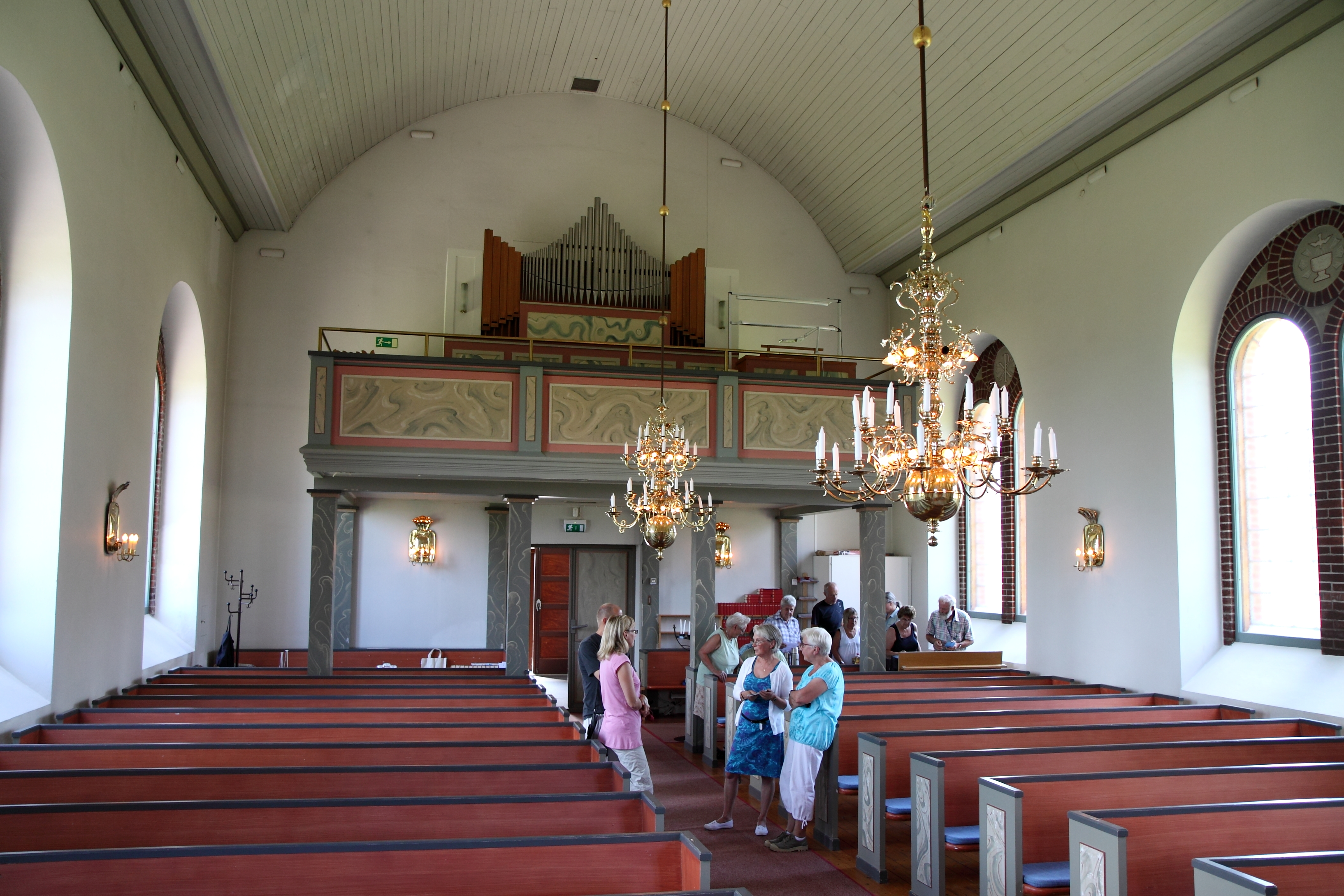
Interiör mot orgelläktaren
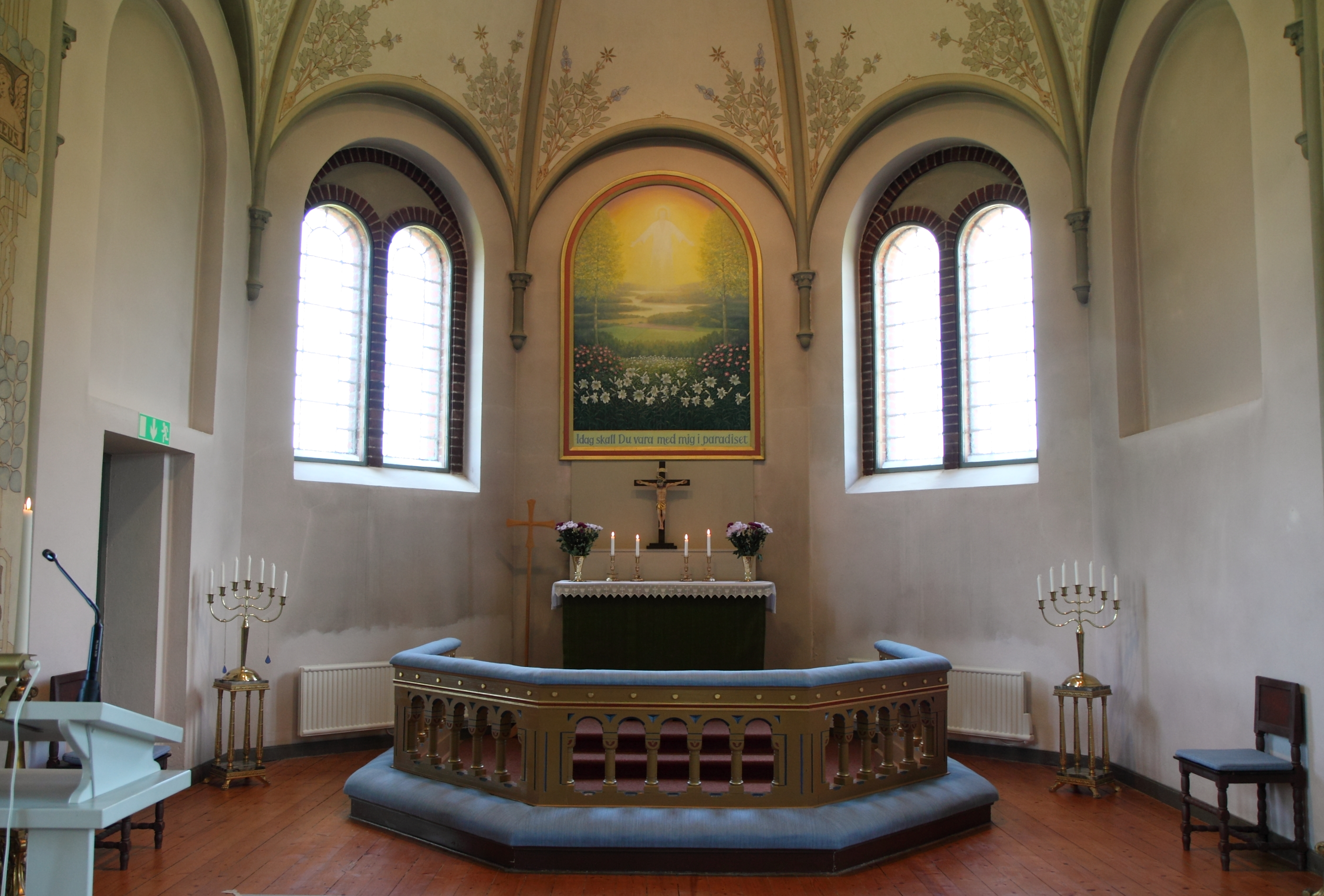
Koret
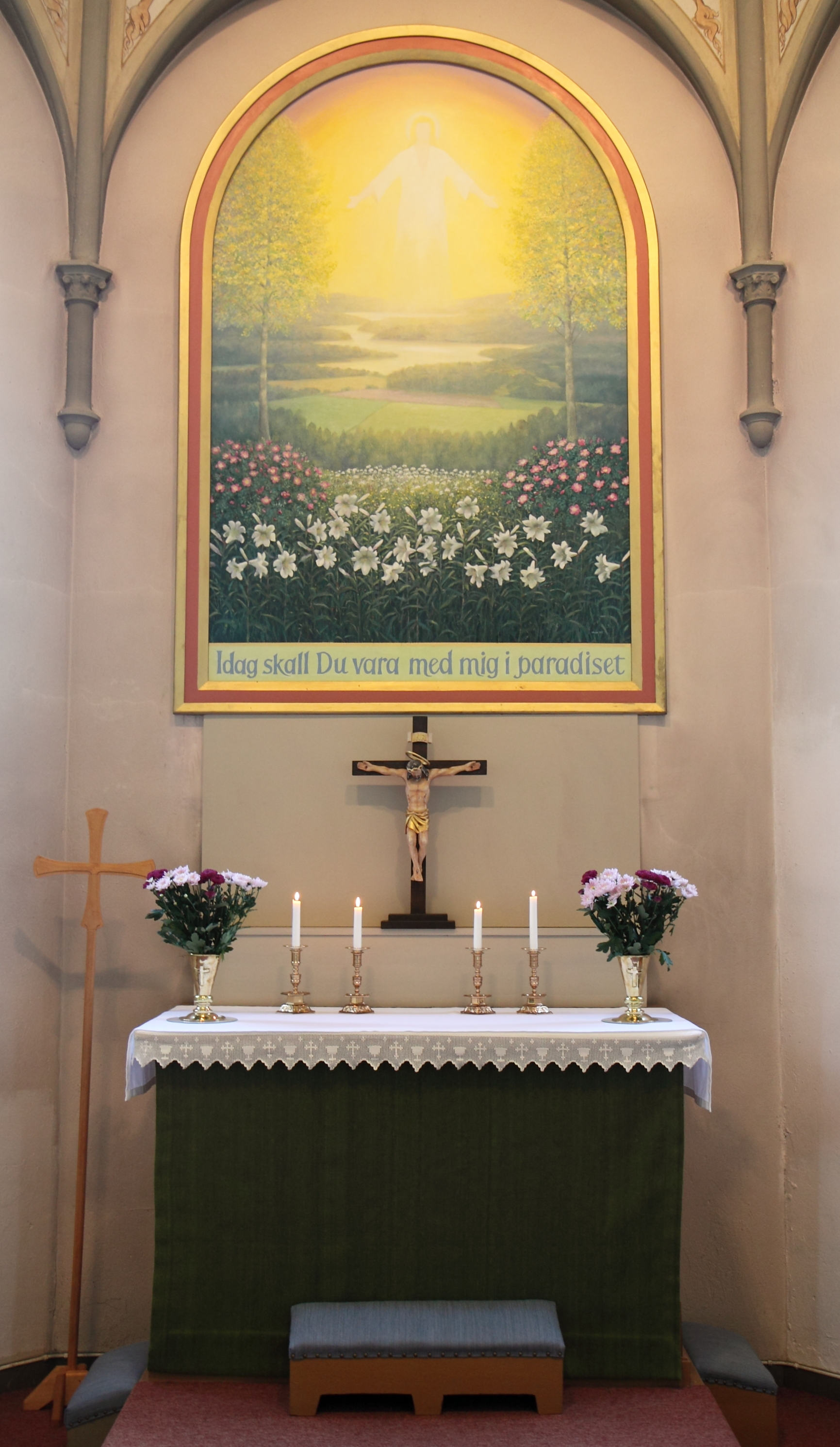
Altaret
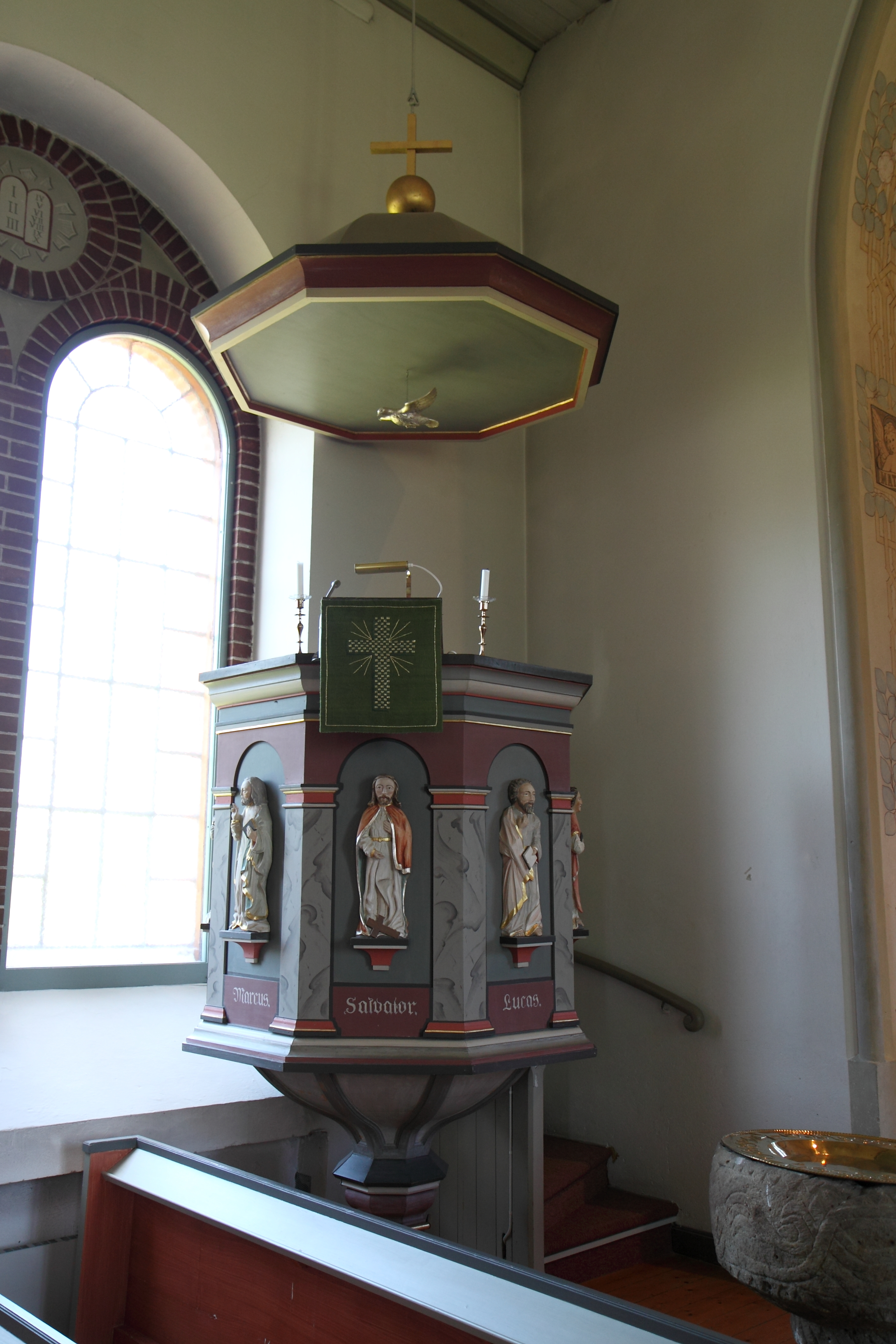
Predikstolen
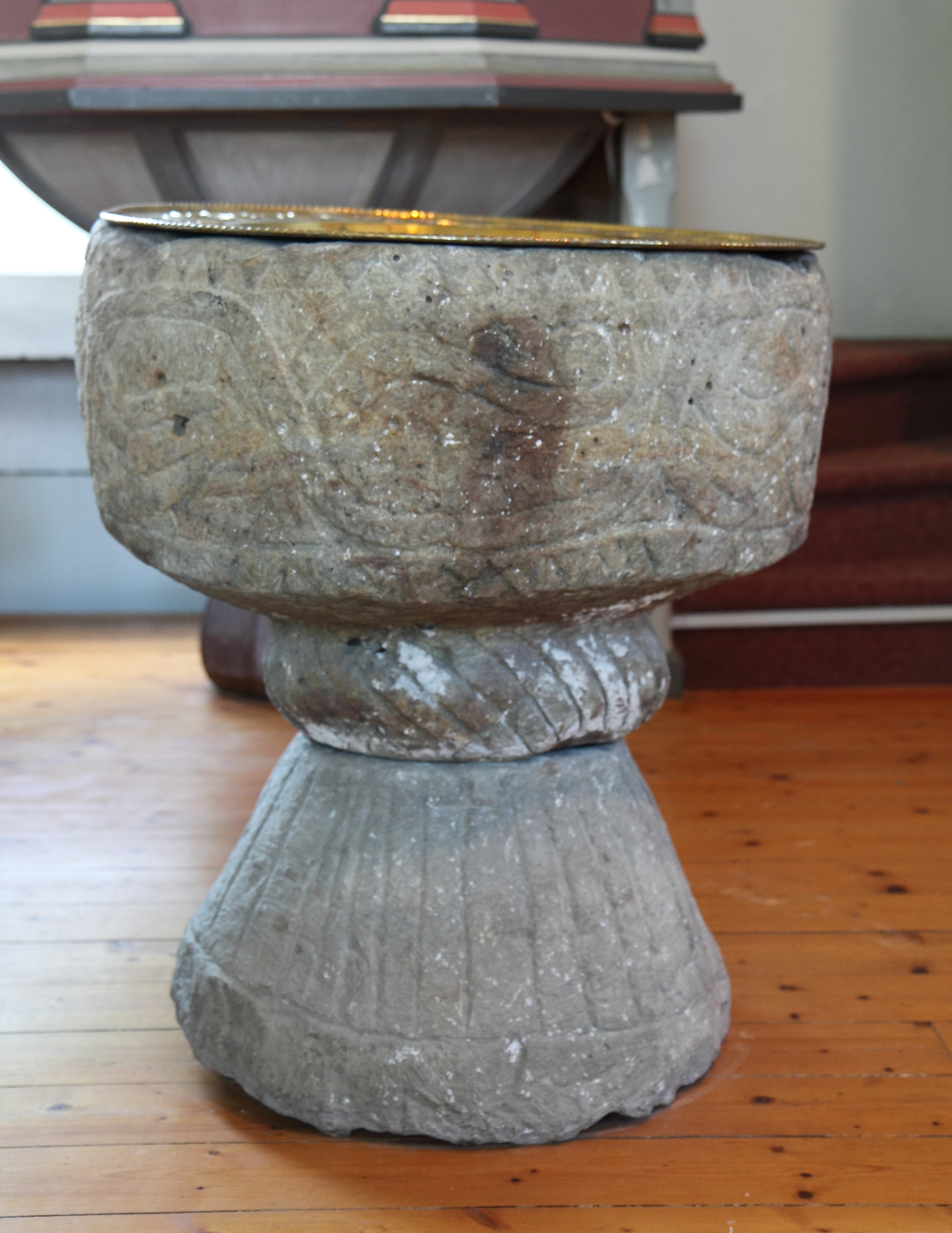
Dopfunt
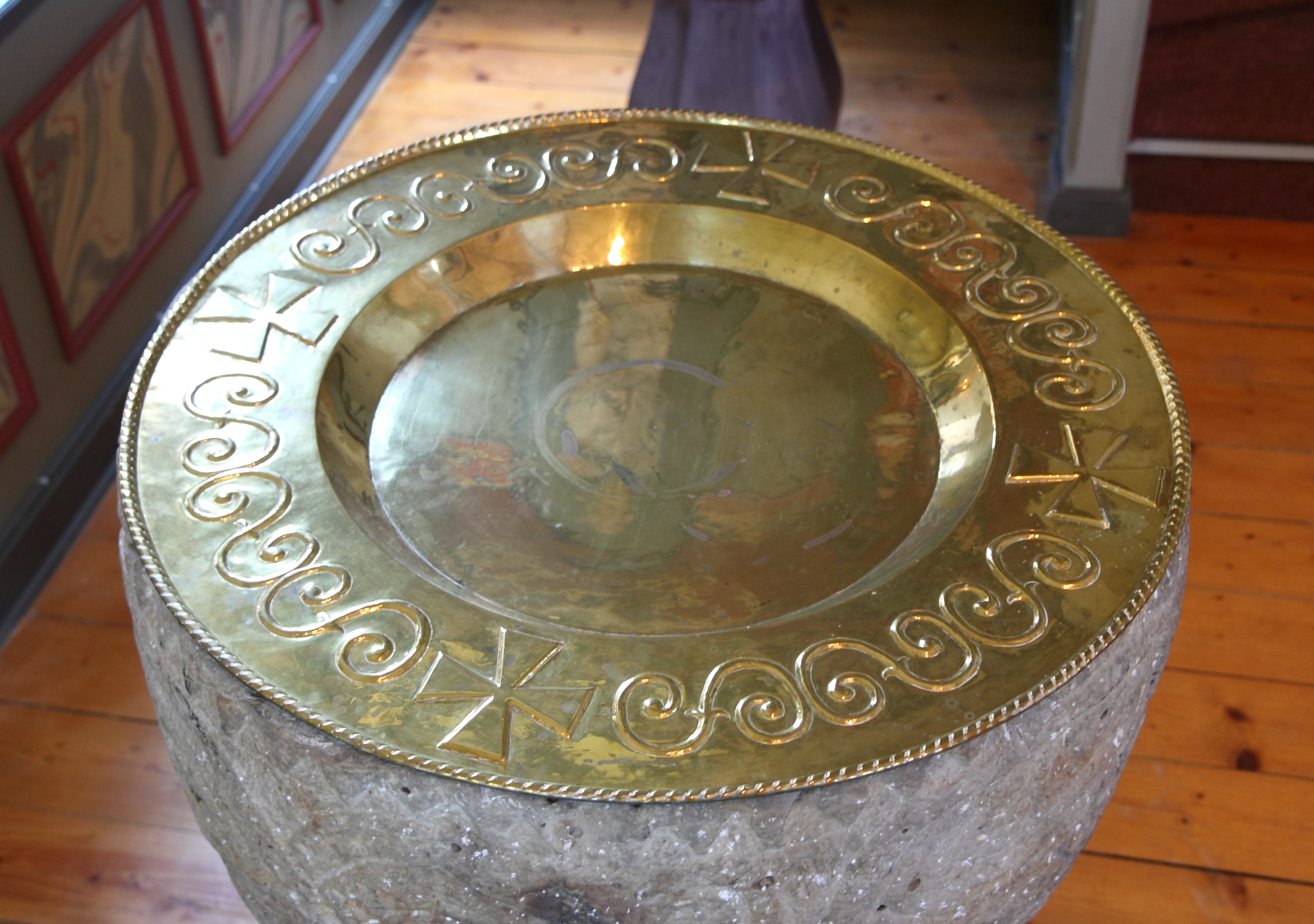
Dopfat